# Jelenkov graben
Jelénkov gráben (nem. Wölblbach) je levi pritok Drave s Košenjaka, mejni potok med Slovenijo in Avstrijo. Izvira visoko na zahodnem pobočju pod najvišjim vrhom, teče po ozki gozdnati grapi proti jugozahodu in se pod vasjo Vič izliva v Dravo. Najvišji izvir je na avstrijski strani meje, po približno 500 m toka doseže potok državno mejo, ki se tu spušča z najvišjega vrha Košenjaka, in nato teče po njej vse do izliva.
Dolina je večinoma ozka, poraščena z gozdom in neposeljena, s strmimi pobočji, v katere je vrezanih nekaj krajših stranskih grap. Le v spodnjem delu je v dnu doline nekaj ravnega prostora, ko pa izstopi iz hribovja, se je potok vrezal za ok. 20 m v dravsko prodno teraso. Tu prečka globoko zarezano strugo glavna cesta Dravograd–Vič–Labot (Lavamünd) in ker poteka državna meja po potoku, so na obeh straneh mostu v preteklosti stali objekti mednarodnega mejnega prehoda Vič.